# الهيشة (قنا)
قرية الهيشة هي إحدى القرى التابعة لمركز نجع حمادى في محافظة قنا في جمهورية مصر العربية. حسب إحصاءات سنة 2006، بلغ إجمالي السكان في الهيشة 16117 نسمة، منهم 8353 رجل و7764 امرأة.